# کامبیز صمیمی مفخم
کامبیز صمیمی مفخّم (۲۴ اردیبهشت ۱۳۳۱، تهران – ۲۱ دی ۱۳۷۶، تهران) طراح عروسک، طراح صحنه، طراح لباس، عروسک‌ساز، صداپیشه، عروسک گردان، کارگردان، از پایه‌گذاران و مدیران مرکز تولید تئاتر و تئاتر عروسکی کانون پرورش فکری کودکان و نوجوانان، از پایه‌گذاران و عضو مؤسس یونیما ی ایران (مبارک یونیما) و مدرس دانشگاه در دانشکده سینما و تئاتر و دانشکده هنرهای زیبای دانشگاه تهران بود.

از جمله مشهورترین آثار وی می‌توان به مجموعه تلویزیونی-عروسکی مدرسه موش‌ها (مرضیه برومند، ۱۳۶۳–۱۳۶۰) (طراح صحنه و عروسک) و فیلم‌های سینمایی شهر موش‌ها (محمد علی طالبی و مرضیه برومند، ۱۳۶۳) (گوینده، طراح صحنه و طراح عروسک)؛ دزد عروسک‌ها (محمدرضا هنرمند، ۱۳۶۸) (طراح صحنه و لباس)؛ پاتال و آرزوهای کوچک (مسعود کرامتی، ۱۳۶۸) (طراح صحنه و لباس، طراح عروسک، بازیگر عروسکی)؛ الو! الو! من جوجو ام (مرضیه برومند، ۱۳۷۲) (بازیگر، طراح صحنه و لباس) اشاره کرد.

## زندگی
کامبیز صمیمی‌مفخم در ۲۴ اردیبهشت ۱۳۳۱ در تهران متولد شد. در سال ۱۳۵۶ مدرک کارشناسی در رشته تئاتر عروسکی از دانشکده هنرهای دراماتیک گرفت. از سال ۱۳۵۲ همکاری خود با گروه تئاتر عروسکی کانون پرورش فکری کودکان و نوجوانان را ابتدا به عنوان عروسک‌ساز و سپس بازیگر آغاز کرد. صمیمی مفخم از طرف کانون در چند جشنواره بین‌المللی تئاتر عروسکی و تئاتر کودک و نوجوان در کشورهای آلمان، انگلیس، اردن، استرالیا (پیش از انقلاب ۱۳۵۷) دانمارک، پاکستان و تایوان (پس از انقلاب ۱۳۵۷) نیز حضور پیدا کرد.

وی از سال ۱۳۵۴ عهده‌دار آموزش مربیان نمایش عروسکی در کانون شد. در سال ۱۳۵۶ مسئولیت قسمت نمایش عروسکی را به عهده گرفت و سعی در گسترش بخش آموزش و تشکیل گروه‌های اجرایی از بین هنرآموزان در کتابخانه‌های کانون کرد. او موفق شد چند گروه از نوجوانان را زیر نظر مربیان خودشان آماده اجرای نمایش عروسکی کند. این فعالیت سرانجام در سال ۱۳۵۷ منجر به برگزاری جشنواره‌ای از کارهای نوجوانان در سالن نمایش کتابخانه شماره ۱ کانون شد.

وی همچنین عضو هیئت مؤسس گروه نمایش عروسکی آدمک، عضو هیئت مؤسس انجمن نمایش عروسکی ایران بود. او طراحی عروسک، لباس، صحنه، کارگردانی و مدیریت هنری دست‌کم ۳۰۰ برنامه تلویزیونی - از جمله مدرسه موش‌ها - و چند فیلم سینمایی - مثل، پاتال و آرزوهای کوچک، گلنار، دزد عروسک‌ها و … را بر عهده داشت. آقای مبادا و داداش و باباش آخرین کارهای او برای تلویزیون بود.

وی در سال‌های همکاری با کانون پرورش فکری کودکان و نوجوانان تقریباً در ۳۰ نمایش به عنوان بازیگر، طراح صحنه، عروسک‌ساز یا عروسک‌گردان هم‌کاری داشت. او دو نمایش چشم در برابر چشم (۱۳۵۸) و داستان خرس کوچک (۱۳۵۹) را نیز برای کانون پرورش فکری کودکان و نوجوانان کارگردانی کرد.

## خانواده
وی همسر هنگامه مفید، از هنرمندان برجسته ایران - به ویژه، در زمینه نمایش عروسک - بود.

## درگذشت
صمیمی مفخّم ۲۱ دی ماه ۱۳۷۶ در سن ۴۵ سالگی درگذشت و در قطعهٔ هنرمندان به خاک سپرده شد.

## افتخارات
- اعطای لوح سپاس و افتخار بابت سه ده فعالیت در زمینه تئاتر و تئاتر عروسکی برای کودکان و نوجوانان، در روز جهانی کودک سال ۱۳۷۷، و برگزاری آیین بزرگداشت وی از سوی سازمان میراث فرهنگی؛
- نام‌گذاری هفتمین دوره جشنواره بین‌المللی تئاتر عروسکی تهران به نام وی، و تقدیم تندیس جشنواره به خانواده‌اش؛ و
- گشایش تالار نمایش در دانشکده هنرهای زیبای دانشگاه تهران، به نام وی، همراه با تقدیم لوح تقدیر به مناسبت یک عمر تلاش هنرمندانه و صادقانه در تئاتر عروسکی و تئاتر کودک و نوجوان در ردیبهشت ۱۳۸۵.

## آثار
از مشهورترین کارهای صمیمی مفخم در زمینهٔ نمایش عروسکی، مجموعه تلویزیونی پرطرف‌دار "مدرسه موش‌ها" بود؛ که موفقیت آن به ساخت نسخه سینمایی آن (فیلم سینمایی عروسکی "مدرسه موش‌ها") انجامید. دیگر آثار وی عبارتند از:
- ۱۳۷۴: السون و ولسون [کارگردان]
- ۱۳۷۴: قصه‌های بازار (عبدالله علی‌مراد) [ گوینده]
- ۱۳۷۲: پناهنده (رسول ملاقلی‌پور) [طراح صحنه و لباس]
- ۱۳۷۲: الو! الو! من جوجو ام (مرضیه برومند) [بازیگر، طراح صحنه و لباس]
- ۱۳۶۹: مجنون (رسول ملاقلی‌پور) [بازیگر، طراح صحنه و لباس]
- ۱۳۶۸: دزد عروسک‌ها (محمدرضا هنرمند) [طراح صحنه و لباس]
- ۱۳۶۸: پاتال و آرزوهای کوچک (مسعود کرامتی) [طراح صحنه و لباس، طراح عروسک، بازیگر عروسکی]
- ۱۳۶۷: کارآگاه ۲ (بهروز غریب‌پور) [طراح صحنه و لباس]
- ۱۳۶۷: گلنار (کامبوزیا پرتوی) [طراح صحنه و لباس]
- ۱۳۶۳: شهر موش‌ها (محمد علی طالبی) [طراح هنری، طراح صحنه، طراح عروسک، صداپیشه]